# Suareztilla
Suareztilla (лат.) — род ос-немок (бархатных муравьёв) из подсемейства Sphaeropthalminae (триба Dasymutillini). Эндемик Южной Америки.

## Распространение
Неотропика.

## Описание
Основная окраска тела беловато-чёрная. Второй лабиальный пальпомер мезально расширен, по крайней мере вдвое шире длины; метастернальный отросток короткий и усечённый, с медиальной выемкой переменной глубины; дорсум мезосомы с одной или двумя узкими продольными полосами густых беловатых волосков, идущих от переднего края переднеспинки до заднего края проподеума.

## Классификация
Род был впервые выделен в 1968 году на основании типового вида, описанного в 1878 году под первоначальным названием Mutilla leucotaenia E. Lynch Arribálzaga, 1878. Часть видов перенесены из рода Reedomutilla. В 2017 году была разработана новая классификация ос-немок, где Sphaeropthalminae включает две трибы Sphaeropthalmini и Dasymutillini, а род Suareztilla включён в последнюю.
- Suareztilla calycina (Gerstaecker, 1874)
  - =Mutilla calycina Gerstaecker, 1874
  - =Mutilla dorsovittata Cresson, 1902
  - =Traumatomutilla calycina (Gerstaecker, 1874)
  - =Reedomutilla calycina (Gerstaecker, 1874)
- Suareztilla centrolineata  (André, 1906)
  - =Reedomutilla centrolineata (André, 1906)
- Suareztilla clypeata Casal, 1968
- Suareztilla colorata (Gerstaecker, 1874)
  - =Reedomutilla colorata (Gerstaecker, 1874)
- Suareztilla gazagnairei (Andre, 1895)
  - =Mutilla (Sphaerophthalma) Gazagnairei Andre, 1895
  - =Reedomutilla gazagnairei (Andre, 1895)
- Suareztilla leucotaenia (E. Lynch Arribálzaga, 1878)
  - =Mutilla leucotaenia E. Lynch Arribálzaga, 1878